# Alltheniko
Alltheniko ist eine italienische Heavy-Metal-Band aus Vercelli.

## Geschichte
Die Band wurde 2002 in der Besetzung Dave Nightfight (Gesang, Bass), Joe Boneshaker (Gitarre) und Luke The Idol (Schlagzeug) gegründet. Nach drei Demoaufnahmen, die im Jahresabstand zwischen 2002 und 2004 erschienen, unterzeichnete die Band einen Vertrag bei dem italienischen Musiklabel My Graveyard Productions, wo 2006 das Debütalbum We Will Fight! erschien, dem 2008 Devasterpiece und 2011 Millennium Re-Burn folgten.
Anschließend unterzeichnete die Band im Sommer einen weltweit gültigen Vertrag bei Pure Steel Records, wo u. a. auch Halloween und Warrant unter Vertrag stehen. Dort wurde Ende 2012 Back in 2066 veröffentlicht, zwei Jahre später Fast and Glorious und weitere drei Jahre später im Jahr 2017 das sechste Album Italian History VI, das mit Emblema und dem Titelsong zwei Stücke in italienischer Sprache enthält. Emblema wurde zudem als Single via Soundcloud ausgekoppelt.
Die Band zeichnet sich seit Anbeginn durch eine hohe DIY-Attitüde aus, die neben den Zeichnungen für die Alben auch die sonstige künstlerische Arbeit inklusive Audio-Produktion und Videoclips umfasst.

## Stil
Die Band spielt „puren, reinen, knietief in den 80er Jahren watenden Speed und Heavy Metal“, bei dem der Gesang eine „rabiate Mischung aus Kai Hansen und frühzeitlichem Peavy“ ist. Zudem finden sich im Sound Elemente aus dem Thrash Metal.

## Live
Die Band trat in Deutschland u. a. beim Field Invasion Festival, dem Aaargh Festival und dem M.I.S.E. Open Air Festival auf (alle 2016), mehrfach beim Hard’n Heavy Summernight Open Air (2010, 2013 und 2018) sowie dem A Chance for Metal Festival in Andernach (2014). Weitere internationale Festivalauftritte waren das Metalcamp in Slowenien (2007), das Pounding Metal Festival (2011) und das Vaques Fest III in Spanien (2012) sowie das Power of the Night Festival in Zypern (2015). In Italien trat die Band u. a. mit Iron Savior, Blaze Bayley, Raven, Artillery, Manilla Road, Helstar und Cloven Hoof auf.

## Diskografie
Alben

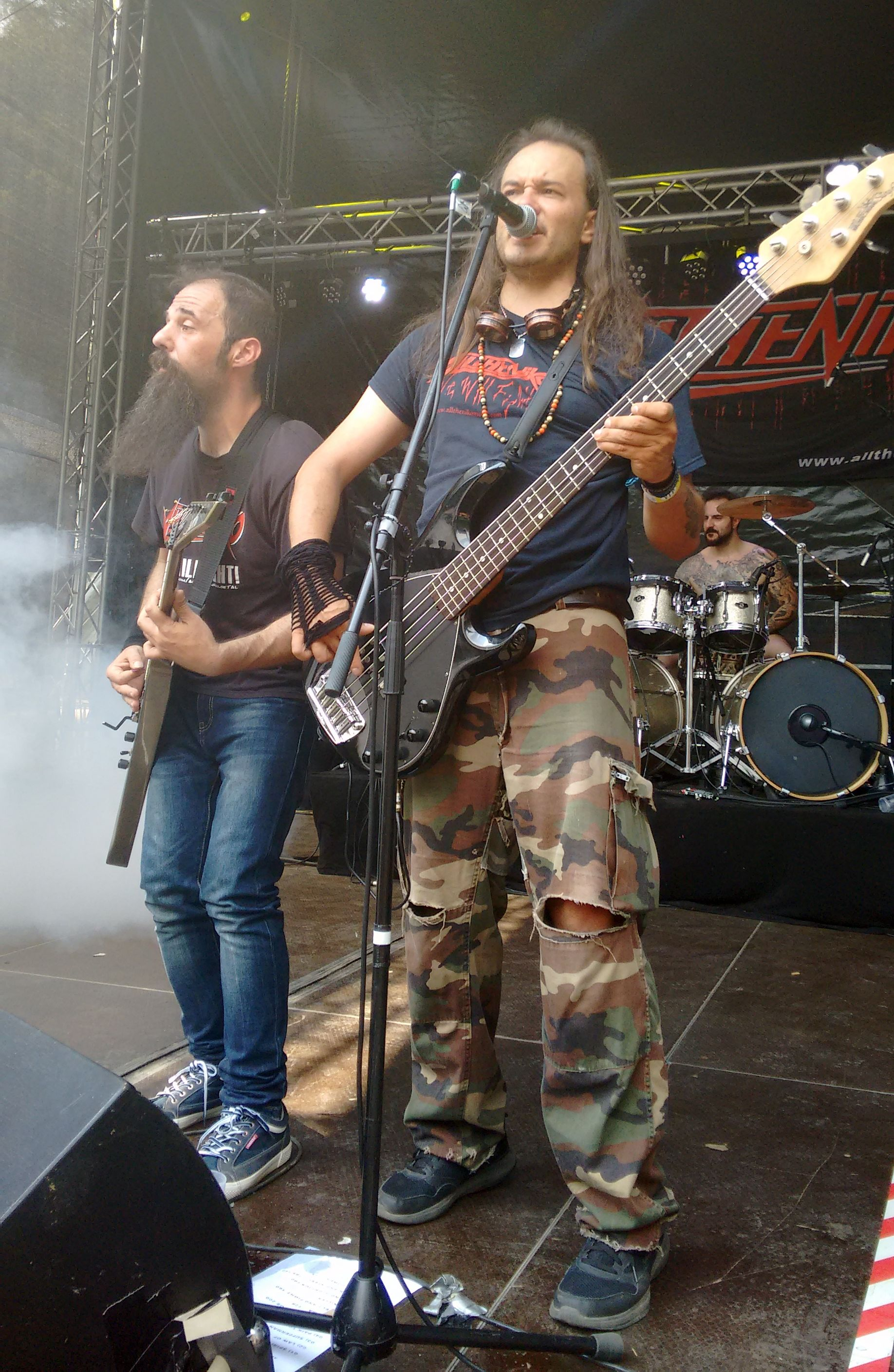
Alltheniko beim Summernights Open Air 2018

- 2006: We Will Fight! (Trinity Records/My Graveyard Productions)
- 2008: Devasterpiece (My Graveyard Productions)
- 2011: Millennium Re-Burn (My Graveyard Productions)
- 2012: Back in 2066 (Pure Steel Records)
- 2014: Fast and Glorious (Pure Steel Records)
- 2017: Italian History VI (Pure Steel Records)

Demo
- 2002: Animal Thing (Demo)
- 2003: Sound of Rust (Demo)
- 2004: Extermination (Demo)
- 2010: Make a Party in Hell (Demo)

Kompilationsbeiträge
- 2007: Sound of Rust (auf Masterpiece Vol. 4, Masterpiece Distribution)
- 2008: Thunder and Steel (auf Kill 'Em All, MDD Records)
- 2009: Feel the Power (auf Heavy Metal Killers, Earache Records)
- 2012: The Curse (auf All Fear the Axeman - An Italian Tribute to Omen, My Graveyard Productions)